# Melomys bougainville
Melomys bougainville är en däggdjursart som beskrevs av Ellis Le Geyt Troughton 1936. Den ingår i släktet Melomys och familjen råttdjur. Inga underarter finns listade i Catalogue of Life.

## Beskrivning
Melomys bougainville är en råtta med kraftiga ben, små öron samt en kroppslängd från nos till svansrot på 13 till  15 cm och en svanslängd på 11 till 14 cm. Pälsen på ovansidan är klart orangeröd, med ett mörkare mittparti på ryggen. Kinder, sidornas nederdelar och benen är blekare rödbruna, medan läppar, hals och buksida (inklusive benens innerdelar) är vitaktiga till elfenbensfärgade. Svansen är nästan helt naken, och klädd med mycket små fjäll.

## Taxonomi
Tidigare har taxonet betraktats som en underart till Melomys rufescens. Idag betraktas den dock som en sann art.

## Utbredning
Denna gnagare har endast påträffats på de papuanska öarna Bougainville och Buka nära Nya Guinea, samt på ön Choiseul som tillhör Salomonöarna.

## Ekologi
Litet är känt om arten: Man förmodar att habitatet är detsamma som hos den närstående arten Melomys rufescens, det vill säga  skogar, gräsmarker med högt gräs samt även människopåverkade områden som trädgårdar och troligtvis även mänskliga boningar. IUCN kategoriserar den därför globalt under kunskapsbrist ("DD").